# Henk Poorte

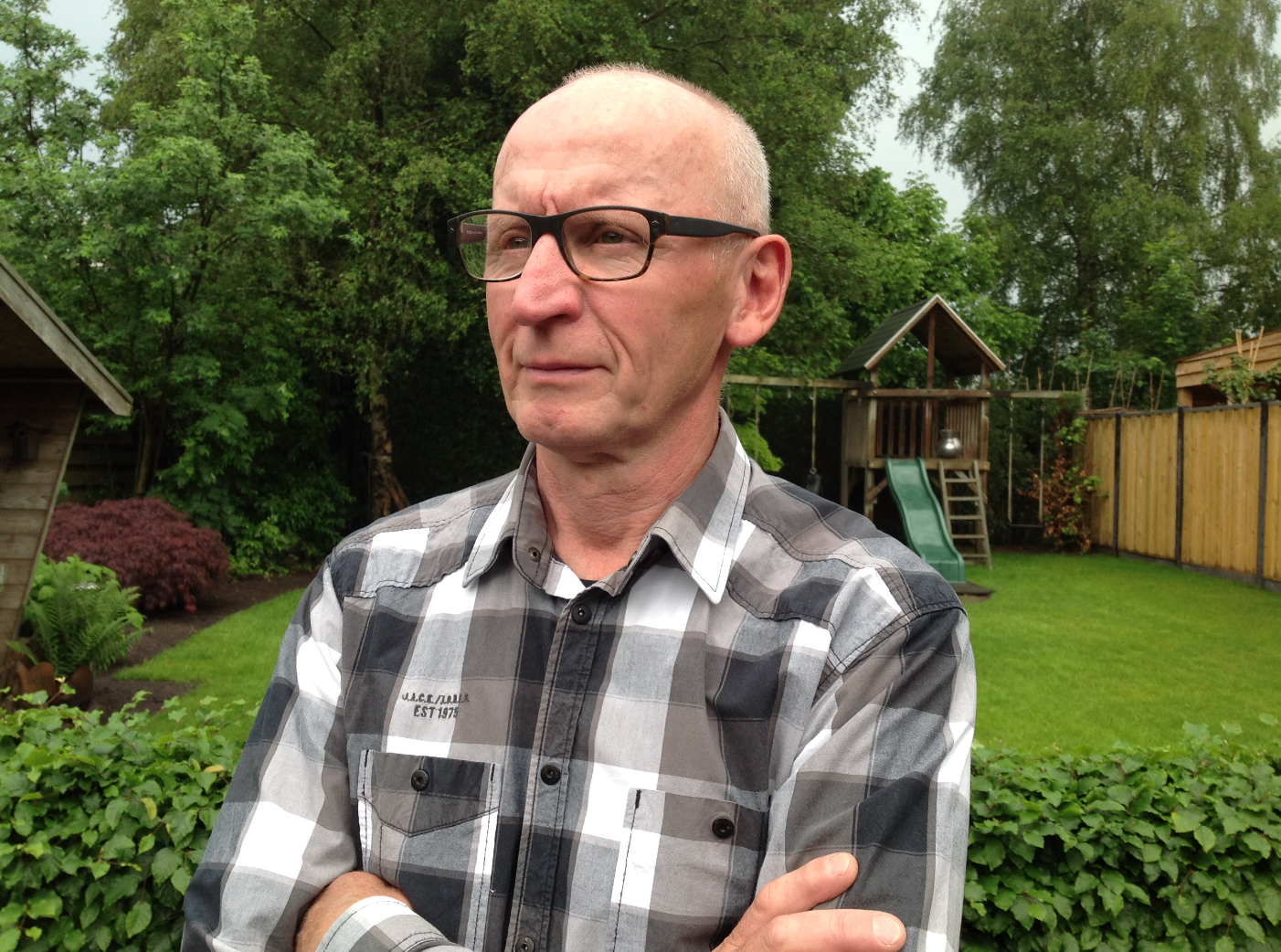
Henk Poorte in 2016

Henk Poorte (Nijverdal, 30 september 1950) is een Nederlands voormalig motorcrosser en endurorijder die wereldkampioen werd tijdens de Zesdaagse te Assen in 1984.

## Carrière
Op vijftienjarige leeftijd, in 1966, werd Poorte lid van de motorclub MCNH en reed hij met een zelf omgebouwde Zündapp zijn eerste pijlenrit; ook wel enduro genaamd. Later reed hij met die zelfde brommer ook zijn eerste trial en motocross. 
Henk Poorte werd twaalf keer Nederlands kampioen in de klasse motorcross en enduro. 
In 1984 werd hij tijdens de zesdaagse van Assen wereldkampioen in alle klassen. Die prestatie werd nadien in Nederland niet geëvenaard. In 1985 werd aan hem de Hans de Beaufortbeker uitgereikt, de hoogste onderscheiding in de Nederlandse motorsportwereld (KNMV). 
Poorte heeft in 1985, op het hoogtepunt van zijn carrière, afscheid genomen na ruim 20 jaar wedstrijdsport, waarbij hij actief deelgenomen heeft aan Nederlandse, Europese en wereldkampioenschapswedstrijden in zowel de motorcross als ook de enduro's.
Poorte heeft in zijn 20 motorsport jaren op acht verschillende merken motoren gereden: Zündapp, Rond Sachs, Monark, Gebben Kreidler, Husqvarna, SWM, Montesa en Honda.

## Palmares
- 1969, Nederlands motorcross kampioen, 50cc junioren
- 1970, Nederlands kampioen Enduro, 50cc junioren
- 1974, Nederlands Kampioen motorcross, 250cc Junioren
- 1974, 3e plaats in de 125cc GP van Nederland te Rhenen
- 1978, 4e plaats in de Strandrace van "Le Touquet"
- 1980 Winnaar van de WK Enduro in Bielefeld (D)
- 1984, Wereldkampioen Enduro, tijdens de zesdaagse van Assen
- 1984  Wereldkampioen Enduro met het Nederlandse Trofee Team, tijdens de zesdaagse van Assen
- 1984, Winnaar van de "Hans de Beaufort beker"
- 1984, 3e in de Strandrace van Scheveningen
- 1985, Eerste Sportman van het jaar in de Provincie Overijssel
- Winnaar van de Thiaf Trial
- 10 x Nederlands Kampioen Enduro
- Winnaar van ruim "100 NK Enduro's"
- Erelid van de MCNH uit Nijverdal
- 3x Sportman van het jaar in de gemeente Hellendoorn